# باول بانون
باول بانون (بالإنجليزية: Paul Bannon)‏ هو لاعب كرة قدم أيرلندي، ولد في 15 نوفمبر 1956 في دبلن في جمهورية أيرلندا، وتوفي في 15 فبراير 2016. لعب مع دارلينجتون إف سى وكارديف سيتي ونادي باوك ونادي بريستول روفيرز ونادي بليموث أرجايل ونادي كارلايل يونايتد ونادي كورك سيتي ونادي لاريسا وناك بريدا ونوتينغهام فورست.